# Bonomi Jenő
Bonomi Jenő, Eugen von Bonomi (Orsova, Krassó-Szörény vármegye, 1908. október 4. – Schorndorf, NSZK, 1979. április 24.) magyar etnográfus, a Buda-környéki németség egyik legjelentősebb kutatója.

## Élete
Bonomi Jenő (Eugen von Bonomi) a Krassó-Szörény vármegyei Orsován született olasz származású családból, 1908. október 4-én, Bonomi József vámfőtiszt, főtanácsos és Semayer Julianna fiaként. Felsőfokú tanulmányait a Pázmány Péter Tudományegyetemen folytatta, ahol 1933-ban német–francia szakos tanári oklevelet, a következő évben pedig bölcsészdoktori oklevelet szerzett, többek között Bleyer Jakab tanítványaként. Egyik germanisztika tanárának hatására fordult az érdeklődése az etnográfiai terepi kutatás iránt, igen sok kutatást folytatott a Buda-környéki németlakta településeken, kiemelten Budaörsön.
Pályáját még utolsó éves egyetemistaként kezdte a budapesti Trefort utcai gyakorlógimnázium tanárjelöltjeként, 1932-ben, majd 1933-ban a Pázmány Péter Tudományegyetem Német Nyelvtudományi és Irodalomtörténeti Intézetének ösztöndíjas gyakornoka lett. Három év gyakornokság után, 1936-ban tanársegédi kinevezést kapott, majd 1944 novemberében, a szovjet front elől Bécsbe menekült. Mintegy másfél éven át Salzburg környékén élt, majd 1946-ban Németországba toloncolták ki.
Németországban rövid időn belül sikerült elhelyezkednie franciatanárként Schorndorf középiskolájában, 1959-ig kisegítő, majd utána bő másfél évtizeden keresztül rendes tanárként. Egyúttal francia szakos tanácsadó volt és nyugdíjazásáig a tanári könyvtárt is vezette, 1971 és 1975 között pedig az iskola igazgatóhelyettese is volt.
Legismertebb etnográfiai munkái a Buda környéki németség, elsősorban Budaörs és a budai hegyvidék néprajzához, azok történetének kutatásához és művelődéstörténetéhez kapcsolódnak. Számos tanulmányt jelentetett meg, többnyire német nyelven a Buda környéki községek történetéről és néphagyományairól, német nyelven az írásait Eugen von Bonomi néven publikálta.
Németországban is igyekezett kapcsolatot tartani az ezen településekről kitelepített sváb adatközlőivel, akikkel kiterjedt levelezést folytatott, egészen élete végéig. Kiemelkedő néprajzi értéket képviselő levelezésének fennmaradt részét – az adatközlői által neki írott levelek közül mintegy négyszáz, 2016 előtt nem publikált küldeményt – egy németországi kutatóintézet őrzi, az általa írott levelek viszont nem kerültek elő.
Magyarországi hagyatékát és iratait a Fejér Megyei Levéltár őrzi.

## Főbb művei
- Az egyházi év Budaörs német község nyelvi és szokásanyagában, tekintettel Budaörs környékére. Egyetemi doktori értekezés (Német philologiai dolgozatok. 53. Bp., 1933)
- Deutsches Bauernleben im Ofner Bergland – Német legényélet a budai hegyvidéken (München, 1937)
- Tod und Begrabnis bei den Deutschen im Ofner Bergland (Südostforschungen, 1938)
- Makkos Mária (Katholikus Szemle, 1939)
- Wallerbrauch im jugoslawischen Banat (Volk und Heimat, 1939)
- Búcsújárás Solymárra (Ethnographia, 1940)
- Zur Besiedlung der Gemeinde Pilisvörösvár (Pilisvörösvár község betelepítéséről) (Sonderdruck aus den Südostdeutschen Forschungen Bd. IV., München, 1940)
- A budakörnyéki helységnevek népies magyarázata (Egyetemes Philologiai Közlöny, 1940)
- Die Pest im Ofner Bergland (Südostforschungen, 1941)
- Die deutsche Bauernhochzeit im Ofner Bergland (Deutsche Forschungen in Ungarn. Bp., 1943)
- A budai hegyvidék cigányai (Ethnographia-Népélet, 1943)
- 1848/49 im Ofner Bergland (Pécs, 1944)
- Bürgerrecht und Bürgertum im Stuhlweissenburg 1688–1848 (Brünn, 1945)
- Deutsche aus dem Ofner Bergland in neuer Heimat (Jahrbuch für Volkskunde der Heimatvertriebenen. Salzburg, 1956)
- Bettler im Ofner Bergland, Ungarn (Jahrbuch für Volkskunde der Heimatvertriebenen. Salzburg, 1958)
- Werschetz. 1848–49 (Südostdeutsches Archiv. München, 1961)
- Deutsche aus dem Ofner Bergland in Ungarn erzählen von fahrenden Schülern (Jahrbuch für Volkskunde der Heimatvertriebenen. Salzburg, 1962)
- Die Spitznamen von Pesthidegkút und Solymár bei Budapest (Jahrbuch für Ostdeutsche Volkskunde, 1963)
- Mein Weg als Volkskundler (Jahrbuch für Ostdeutsche Volkskunde, 1965)
- Mein Briefwechsel mit heimatvertribenen Deutschen aus dem Ofner Bergland, Ungarn (Württembergisches Jahrbuch für Volkskunde, 1965)
- Der deutsche Bauer und seine Haustiere im Ofner Bergland, Ungarn (Jahrbuch für Ostdeutsche Volkskunde, 1965)
- Die Gassennamen des Ofner Berglandes (Ungarn) im deutschen Volksmund (Nachtrag, in: Südostdeutsches Archiv 9, 1966)
- Máriaremete. Maria-Einsiedel (Jahrbuch für Ostdeutsche Volkskunde, 1968)
- Katholische Priester aus dem Ofner Bergland in Ungarn als Mitarbeiter des Bleyer’schen Sonntagsblattes (Südostdeutsches Archiv. München, 1968)
- Die Mirakelbücher der Wallfahrtsorte Óbuda-Kiscell – Kleinzell bei Altofen und Makkos Mária – Maria-Eichel bei Budakeszi in Ungarn (Jahrbuch für Ostdeutsche Volkskunde, 1969)
- Ungarndeutsche Wahlfahrten nach Mariazell – Österreich – im XX. Jahrhundert (Jahrbuch für Ostdeutsche Volkskunde, 1970)
- Deutsche aus dem Ofner Bergland in Ungarn auf Wahlfahrt (Jahrbuch für Ostdeutsche Volkskunde, 1971)
- Deutsche Blasmusik im Ofner Bergland, Ungarn und ihr Schicksal in der neuen Heimat (Jahrbuch für Ostdeutsche Volkskunde, 1973)
- Meine Gewährsleute im Ofner Bergland in Ungarn (Jahrbuch für ostdeutsche Volkskunde, 1974)
- Essen und Trinken in Budaörs und Solymár bei Budapest (Jahrbuch für Ostdeutsche Volkskunde, 1976)
- Die ungarische Abtei Telki unter den Wiener Schotten. 1702–1881 (München, 1977)
- Die katholische Bevölkerung des Ofner Berglandes in Ungarn im Spiegel der kirchlichen Visitationsberichte des XVIII. Jahrhunderts (Jahrbuch für Ostdeutsche Volkskunde, 1978)
- Die Ansiedlungszeit der Ofner Berglandes

## További irodalom
- Tafferner, A.: Eugen von Bonomi zum Gedächtnis (Jahrbuch für Ostdeutsche Volkskunde, 1980)